# The Saint Whose Engagement Was Broken
The Saint Whose Engagement Was Broken (完璧すぎて可愛げがないと婚約破棄された聖女は隣国に売られる, Kanpeki sugite kawaige ga nai to konyaku haki sa reta seijo wa ringoku ni urareru, litt. « La Sainte qui était trop parfaite et pas mignonne a été vendue à un pays voisin après la rupture de ses fiançailles », abrégé Kanpeki seijo (完璧聖女, litt. « La Sainte parfaite »)), aussi connue sous son titre anglais The Too-Perfect Saint (« La Sainte trop parfaite ») est une série de light novels japonais écrite par Kōki Fuyutsuki et illustrée par Masami. Initialement publiée en ligne sur le site Shōsetsuka ni narō entre juillet 2020 et janvier 2022, elle est ensuite acquise par Overlap, qui commence sa publication sous le label Overlap Novels en avril 2021. Une adaptation en manga, illustrée par Mago Ayakita a débuté en novembre 2021 sur la plateforme Comic Gardo. Une adaptation en animé, produite par le studio Troyca, a été diffusée pour la première fois à la télévision japonaise entre avril et juin 2025.

## Synopsis
Dans le monde, il existe des monstres et des démons qui représentent une menace pour les humains. Des jeunes filles appelées « Saintes », dotées de pouvoirs sacrés, repoussent le mal et purifient la terre, protégeant les populations de ces créatures. Aussi, il est indispensable pour chaque royaume de compter au moins une Sainte en son sein.
Philia Adenauer est reconnue comme la plus grande Sainte du royaume de Jirtonia, et destinée à épouser le second prince, Julius. Cependant, ce dernier rompt leurs fiançailles, la jugeant dépourvue de charme et trop prétentieuse. Pire encore, Philia est vendue au royaume voisin de Parnacorta en échange de ressources. Contre toute attente, elle y est accueillie chaleureusement et utilise ses pouvoirs pour protéger sa nouvelle patrie. Pendant ce temps, Jirtonia, privé de sa Sainte, sombre dans le chaos.

## Personnages principaux
Philia Adenauer (フィリア・アデナウアー, Firia Adenauā)
Voix japonaise : Yui Ishikawa
Sainte stoïque et dévouée, n'ayant vécu que pour protéger sa patrie grâce à ses pouvoirs, elle découvre à Parnacorta une vie où elle peut enfin s'épanouir.
Mia Adenauer (ミア・アデナウアー, Mia Adenauā)
Voix japonaise : Kaede Hondo
Sœur cadette de Philia, elle méprise Julius pour son comportement envers sa sœur.
Julius Jirtonia (ユリウス・ジルトニア, Yuriusu Jirutonia)
Voix japonaise : Kōhei Amasaki
Second prince de Jirtonia, aux commandes du royaume en l'absence de son père et son frère ainé.
Oswald Parnacorta (オスヴァルト・パルナコルタ, Osuvaruto Parunakoruta)
Voix japonaise : Takuya Satō
Prince de Parnacorta, il accueille Philia avec bienveillance.

## Médias

### Light novel
La série est initialement publiée sous la forme d'un roman en ligne sur Shōsetsuka ni narō du 18 juillet 2020 au 19 janvier 2022. Overlap en acquiert les droits et commence la publication imprimée du light novel avec des illustrations de Masami le 25 avril 2021. Fin mars 2025, huit volumes sont disponibles.

### Manga
L'adaptation en manga, dessinée par Mago Ayakita, débute le 5 novembre 2021 sur Comic Gardo. Fin juillet 2025, sept volumes sont disponibles. Une version française est éditée par Meian, sous le titre The Saint Whose Engagement Was Broken (litt. « La Sainte dont les fiançailles ont été rompues »), et cinq volumes sont disponibles au 9 mai 2025 et un sixième volume, en édition limitée, est attendu pour le mois d'août.

### Animé
L'adaptation en anime a été annoncée le 20 octobre 2024 lors du 5e Overlap Bunko All-Star Roundup Special. Produite par Troyca, elle est réalisée par Shuu Watanabe, avec un scénario de Keiichirō Ōchi et une conception des personnages par Shūhei Yamamoto. La série est diffusée à partir du 10 avril 2025 sur TV Tokyo et d'autres chaînes. Crunchyroll diffuse l'anime en streaming hors Asie, notamment dans les pays francophones en version sous-titrée en français, sous le titre The Too-Perfect Saint: Tossed Aside by My Fiancé and Sold to Another Kingdom (litt. « La Sainte trop parfaite : rejetée par mon fiancé et vendue à un autre royaume »).

## Réception
Au moment de la sortie du volume no 7, en décembre 2024, la série comptait plus de 1,5 million d'exemplaires en circulation (versions papier et digitale confondues).